# Майо-Баньо
Майо-Баньо (фр. Mayo-Banyo) — один из 5 департаментов региона Адамава в Камеруне. Находится в юго-западной части региона, занимая площадь в 8 520 км². 
Административным центром департамента является город Баньо (фр. Banyo). Граничит с Нигерией на северо-западе, а также департаментами: Донга-Мантэн (на западе), Нун (на юго-западе), Мбан и Ким (на юге), Джеран (на востоке) и Фаро и Део (на севере).

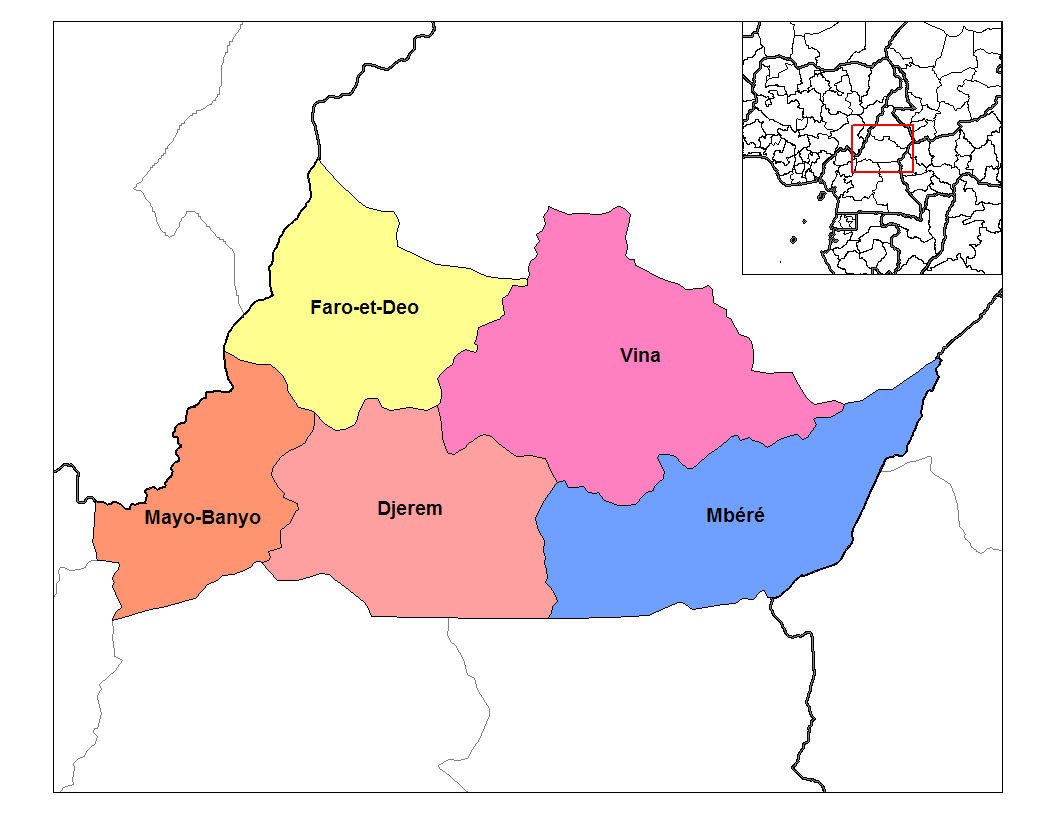
Департамент Майо-Баньо на карте региона Адамава

## Административное деление
Департамент Майо-Баньо подразделяется на 3 коммуны:
1. Банким (фр. Bankim)
2. Баньо (фр. Banyo)
3. Майо-Дарле (фр. Mayo-Darlé)